# آرالیق بالا
آرالیق بالا (به لاتین: Yuxarı Aralıq) یک منطقه مسکونی در جمهوری آذربایجان است که در شهرستان شرور واقع شده است. آرالیق بالا ۱۰۷۴ نفر جمعیت دارد.